# Onthophagus barriorum
Onthophagus barriorum là một loài bọ cánh cứng trong họ Bọ hung (Scarabaeidae).